# Etyka w działalności gospodarczej
Etyka w działalności gospodarczej, czyli etyka biznesu – zespół norm rzetelnego i odpowiedzialnego postępowania przedsiębiorców we wzajemnych relacjach z klientami, kontrahentami, pracownikami, wspólnikami oraz organami publicznymi. Postępowanie to powinno być zgodne z obowiązującym prawem i powszechnie przyjętymi normami społecznymi.
Po kryzysie finansowym szkoły biznesu zwiększyły liczbę zajęć z etyki.